# Irritabilidad (biología)
La irritabilidad es la capacidad de un organismo o de una parte del mismo para identificar un cambio negativo en el medio ambiente y poder reaccionar. Tiene un efecto patológico o fisiológico. 
Pero principalmente la irritabilidad es la capacidad homeostática que tienen los seres vivos de responder ante estímulos que lesionan su bienestar o estado. Esta característica les permite sobrevivir y, finalmente, adaptarse a los cambios que se producen en el ambiente.
Existen dos tipos de estímulos o señales: externos e internos, si es que provienen desde el exterior o el ambiente donde se desarrolla un organismo, o internos, si se producen dentro del mismo organismo.
Ante un estímulo determinado, un organismo responde de una forma particular, que depende tanto del estímulo como de la experiencia del ser vivo.

## Estímulos
Los seres vivos son capaces de detectar y responder a los estímulos que son los cambios físicos y químicos del medio ambiente, ya sea interno como externo. Entre los estímulos generales se dan cuenta:
- Luz: intensidad, cambio de color, dirección o duración de los ciclos luz-oscuridad.
- Composición química del suelo, agua o aire.
- Reacciones químicas a ciertos tipos de plantas y venenos

En organismos putrofagos o unicelulares, todo el individuo responde al estímulo, en tanto que en los organismos complejos pluricelulares existen células que se encargan de detectar determinados estímulos.